# František Turinský
František Turinský (26. ledna 1797, Poděbrady – 4. září 1852 v Praze), byl básník, spisovatel, úředník a soudce.

## Život

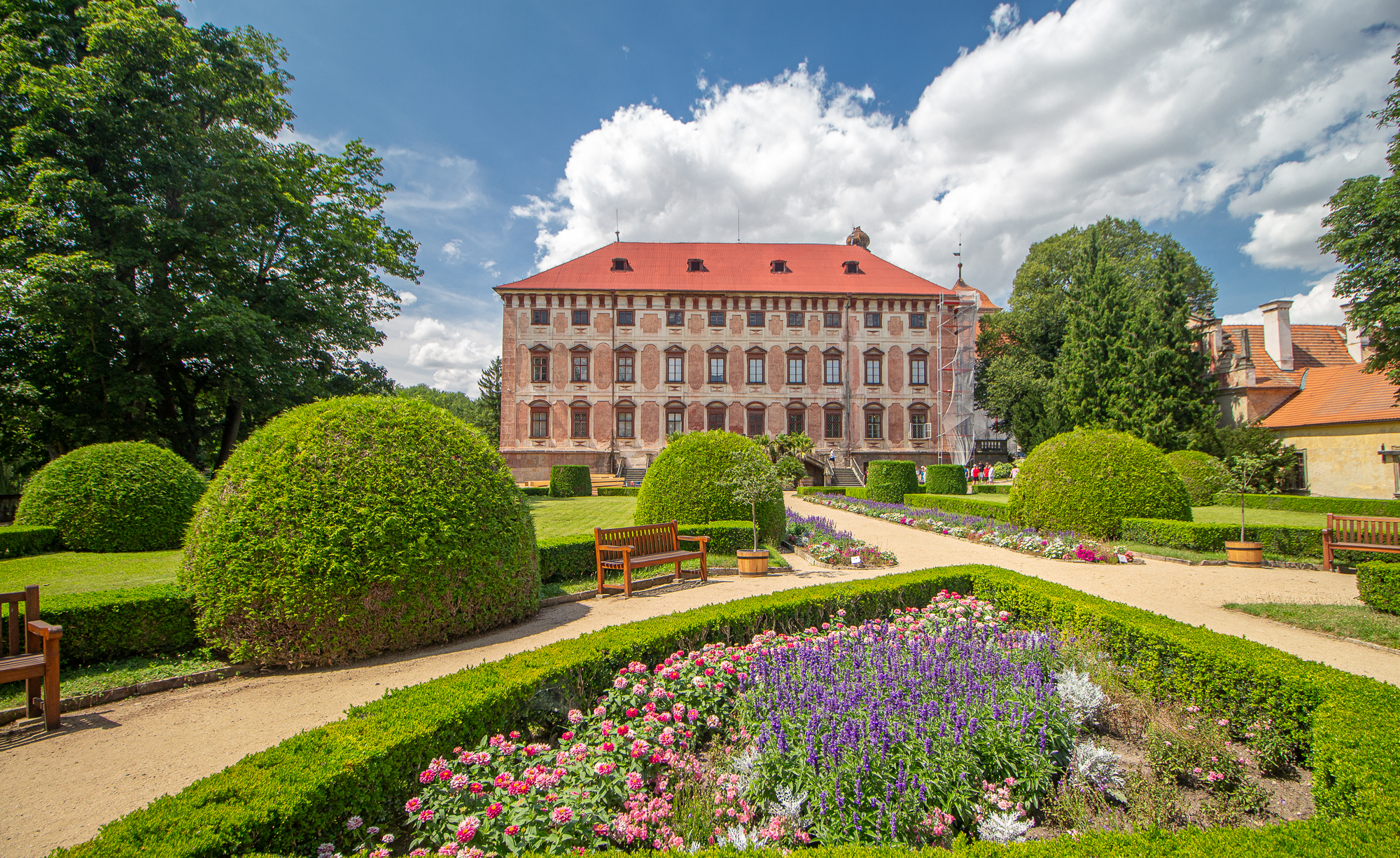
Zámek Libochovice, místo působení Františka Turinského

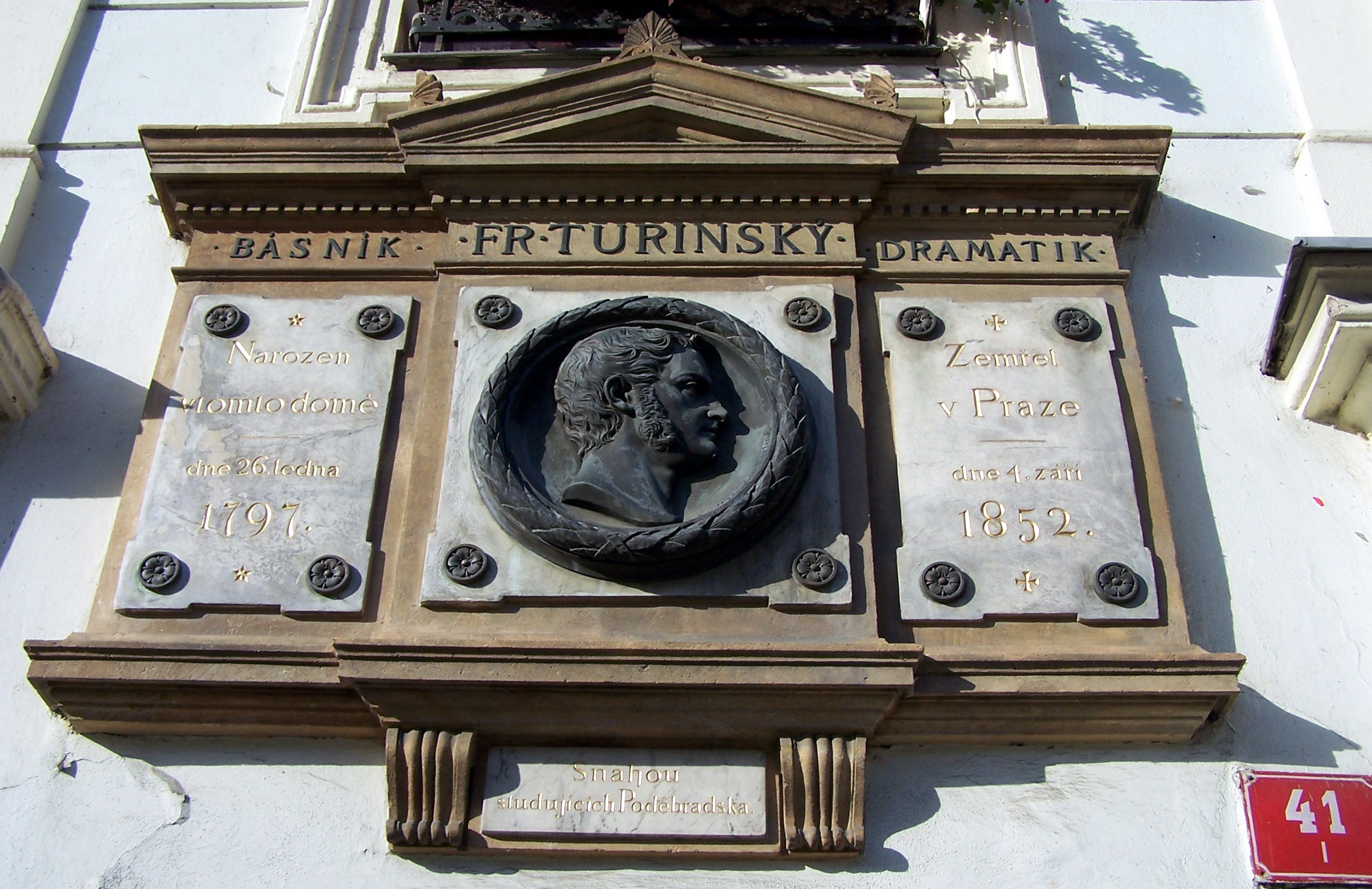
Pamětní deska Františka Turinského od Bohuslava Schnircha. Je na budově staré radnice v Poděbradech.

Narodil se v rodině Františka Dominika Turinského, městského úřadního sluhy a nájemce obecní hospody v Poděbradech, a jeho manželky Anny, rozené Jahodové.
V Poděbradech získal základní vzdělání a poté odešel do Prahy studoval na gymnáziu a posléze práva na univerzitě. Po vystudování práv roku 1822 se stal vrchnostenským úředníkem na různých místech, nejdříve v Praze u dr. Schustera, dále ve Žďáru nad Sázavou, aktuálem v Libochovicích, justiciárem ve Vlachově Březí a v roce 1826 v moravském Mikulově. V roce 1837 ve věku 40 let byl jmenován vrchním na panství žďársko-vojnoměsteckém.
Své lyrické básně otiskoval v různých časopisech své doby (Rozmanitosti, Rozličnosti, Musejník, Lumír). Byl také aktivním divadelním ochotníkem. Hlavní význam má jeho dramatická divadelní tvorba, tehdy vysoko ceněná. Oženil se poprvé v Libochovicích s vdovou Veronikou Vilímkovou. Roku 1844 byl jmenován vrchním ředitelem ditrichštejnského panství (Libochovice a Budyně nad Ohří). V revolučním roce 1848 zde dokončil hru Pražané 1648, chystané představení pod širým nebem pro stovku účinkujících úřady zakázaly. Už proto, že zde s nadšením ohlásil zrušení roboty. Téhož roku byl jmenován okresním soudcem na Křivoklátě. Hodně se věnoval politice, v roce 1848 dokonce za Poděbrady kandidoval do českého sněmu. Podruhé byl ženatý s Alžbětou Viravskou.  
Trpěl srdeční chorobou a byl často nemocný. Zemřel ve věku 55 let a řadu prací nestačil dokončit. V jeho díle se projevila i německá pozdně romantická tvorba. 
Spřátelil se i s Janem Nerudou, který byl v Libochovicích v srpnu 1852 u lože umírajícího Františka. Pochován byl na hřbitově v Pouchově, dnes části Hradce Králové. 
Jeho syn Moric Turinský některé práce vydal po otcově smrti až roku 1880. V Poděbradech na bývalé radnici má tento zdejší rodák pamětní desku, na které je Turinského medailon od sochaře Bohuslava Schnircha.

## Dílo básnické
- Jedna toliko vlast – vlastenecká, zařazena Jungmannem do Slovesnosti
- Sen císaře Josefa II (1848)

## Drama
- Angelina (1821), oceňovaná romantická truchlohra, druhé vydání 1840
- Virginie (1841), římská tragédie
- Pražané v roce 1648 (1825), vlastenecká činohra hraná později ve Stavovském divadle

## Nedopsaná díla vydaná posmrtně
- Záviš Vítkovec z Růží
- Vladyka Mirovít (1821)
- Chorinský
- Alžběta Přemyslidka
- Přemysl Otokar
- Zůstane při starém (1847)
- Hrad a barák

## Příbuzenstvo
- Syn Moric Turinský (1847[5]-1918)[6] byl odborníkem na pojišťovnictví. Pracoval jako tajemník pojišťovny Rakouský Fénix ve Vídni.[5] V letech 1881-82 vydával Assekurační listy, první český časopis pro tento obor.[7] Věnoval se také dobročinnosti (Spolek asekuračních úředníků a Spolek pro české feriální osady) a příležitostně psal básně a prózu.[5] Byl rovněž autorem podrobného životopisného doslovu k otcovým sebraným spisům, vydaným r. 1880.[8]
- Básníkova sestra Karolína Turinská se narodila 23. 2. 1818 a zemřela 27. 2. 1841 na tuberkulózu. Její pískovcová náhrobní deska s německým nápisem a srdcem ovinutým růžemi pochází ze starého hřbitova v Poděbradech, od roku 1932 je vystavena v Lapidáriu Národního muzea v Praze.[9]